# Bandera de la Torre de Fontaubella
La bandera oficial de la Torre de Fontaubella (Priorat) té la següent descripció:
Bandera apaïsada, de proporcions dos d'alt per tres de llarg, porpra, amb la torre torrejada oberta blanca de l'escut, d'alçària 5/6 de la del drap i amplària 1/3 de la llargària del mateix drap, al centre.
Va ser aprovada en el Ple de l'ajuntament el 16 de desembre de 2006, i publicada en el DOGC el 5 de juny de 2007.